# Operatie Neptune

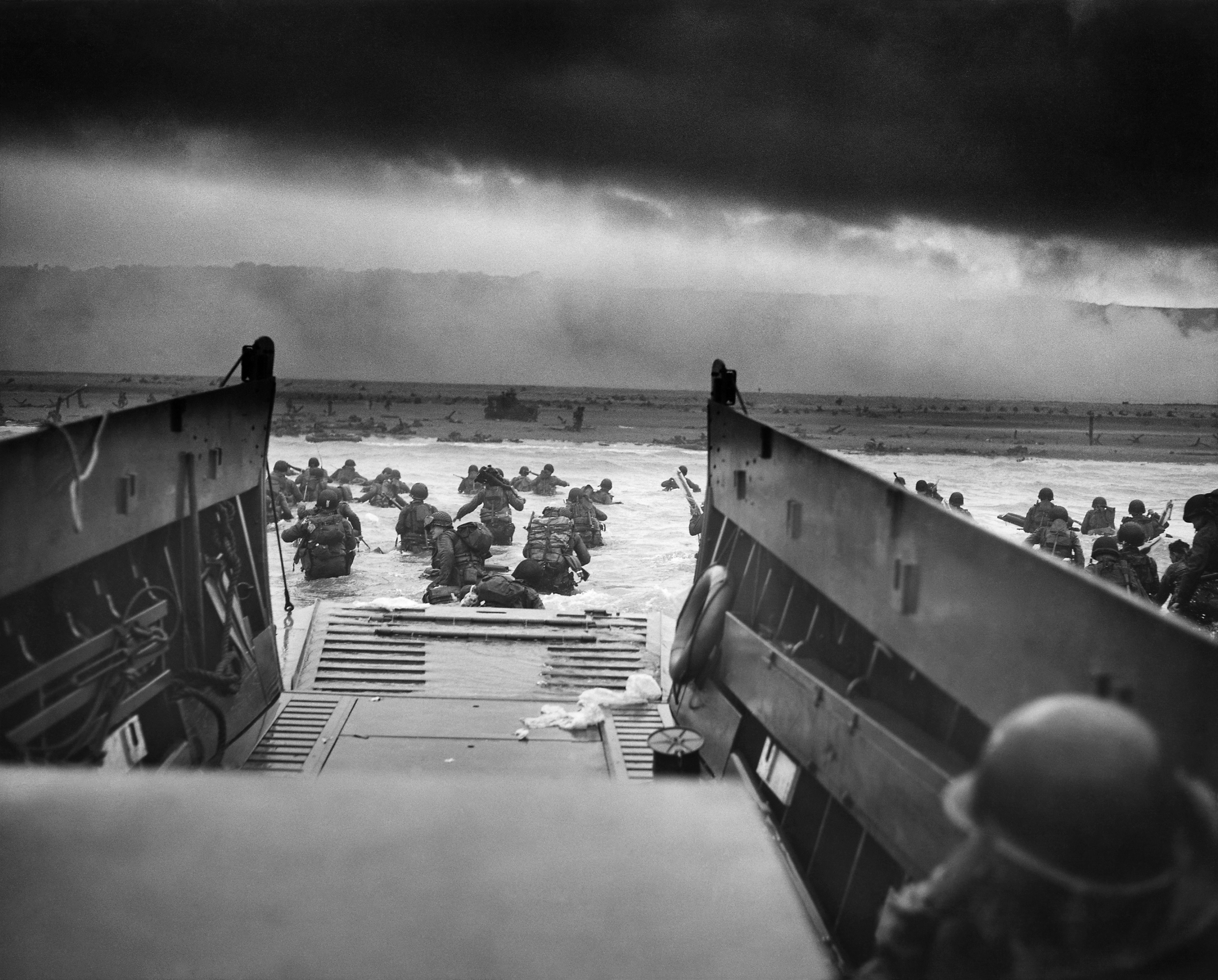
Landing

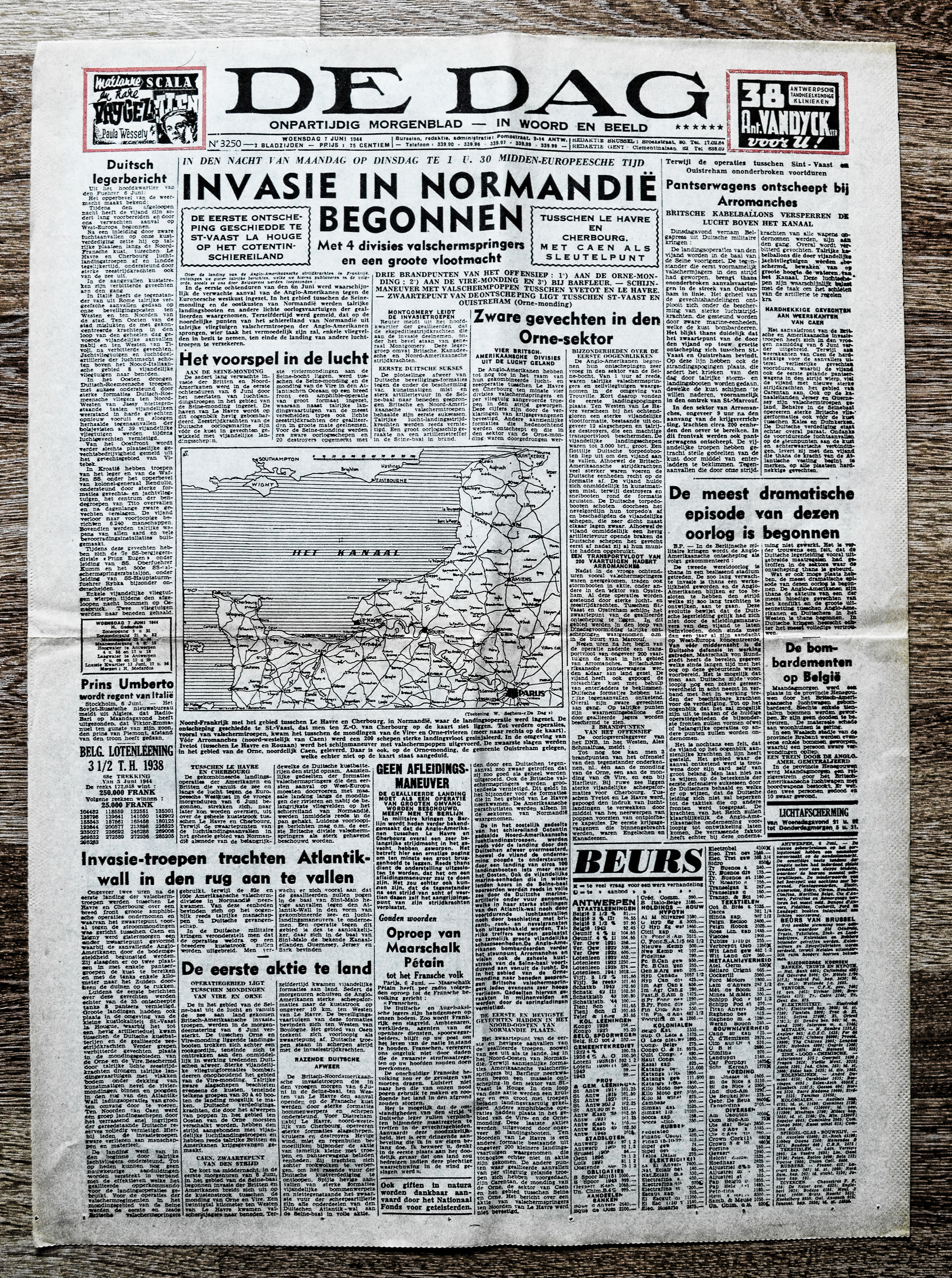
Voorpagina De Dag 7 juni 1944

Operatie Neptune was het marine-onderdeel en de eerste aanvallen van Operatie Overlord. Onderdeel waren onder andere amfibische landingen, luchtlandingen, vuursteun vanaf marineschepen en afleiding van de Kriegsmarine en Luftwaffe.

## Marinedeel
De vloot van operatie Neptune was samengesteld uit ruim 6.500 schepen, afkomstig uit 8 verschillende landen. Een belangrijk onderdeel van de vloot waren landingsschepen, die ruim honderdduizend man infanterie en duizenden tanks aan land zetten.

## Samenstelling
Operatie Neptune was een samenwerking van verschillende landen en groeperingen zoals De Verenigde Staten, het Verenigd Koninkrijk, Canada, Australië, Vrij Frankrijk, maar Groot-Brittannië en de VS leverden het grootste deel. Ook duizenden mensen die uit bezette landen als Polen, Noorwegen, België en Nederland ontsnapt waren aan de Duitse bezetting speelden een rol, zoals de latere luitenant-ter-zee eerste klasse Marinus Anne Welter. De totale vloot bestond voor het grootste deel uit handelsschepen. Ook schepen van de Nederlandse koopvaardijvloot waren onderdeel van deze grootste armada uit de geschiedenis. De in de UK gebouwde Belgische korvetten Godetia en Buttercup voeren op 6 juni 1944 mee en dit tot het einde van de campagne, de grote Luftwaffe aanval op de vloot van 14 juni trof vooral de sector bij Ouistreham dat Buttercup tot roodgloeiende lopen liet vuren. 